# Органічний статут царства Польського
Органічний статут царства Польського (пол. Statut Organiczny Królestwa Polskiego) — конституційний статут царства Польського, введений після придушення Польського повстання 1830-1831 замість конституції 1815.
Видано 14 (26 лютого) 1832 в Санкт-Петербурзі Миколою I. Царство Польське оголошувалося нероздільною частиною Російської держави. Скасовуючи елементи польської державності, що існували раніше (сейм, окрему польську армію та ін.), органічний статут зберігав ряд автономних установ (намісництво, Державна рада та Рада управління при наміснику та ін.).
Статут вносив зміни до управління царством Польським. Сейм – законодавчий орган конституційного періоду, скасовувався. Натомість для вирішення питань законодавства та інших пропозицій «особливої важливості» у російській Державній раді засновувався Департамент у справах царства Польського. За імператора зберігалася посада міністра-статс-секретаря, який мав своїм підписом контрасигнувати затверджені монархом закони та оголошувати їх польському наміснику.
Керівництво справами в царстві Польському доручалося Раді управління (або Адміністративній раді), що діяла від імені царя. До його складу входили намісник, головні директори, голова Вищої рахункової палати та інші особи, призначені «особливими наказами» імператора. Загальне керівництво справами царства Польського доручалося Державній раді, що складалася з осіб, які входили до Ради управління, та чиновників, які мали звання державних радників, а також інших осіб, які «постійно або тимчасово призиваються на засідання ради» на розсуд царя.
Органічний статут переглядав кількість та склад урядових комісій. Через відміну самостійної польської армії ліквідувалася комісія з військових справ. Комісія віросповідна та народної освіти об'єднувалася з Комісією внутрішніх справ та поліції. Зберігалися комісії фінансів та казначейства, а також юстиції.
Збереглися місцеві органи влади. Крім того, Органічний статут передбачав організацію зборів обласних чинів, які б мали дорадчий голос при обговоренні питань спільного керівництва царством Польським.
Судова влада, дарована імператором і що діяла від його імені, була представлена судами першої та другої інстанції: світовими, цивільними (земські та з'їздові), кримінальними (міські), а також комерційними. Для перегляду ухвалених ними рішень засновувалися апеляційні суди. Головною судовою інстанцією оголошувалась Вища судова палата у Варшаві.
Статут 1832 підтверджував свободу віросповідання, але наголошував на особливому заступництві, що надається римо-католицькій церкві. Гарантувалася рівність всіх жителів царства Польського перед законом «без будь-якої різниці станів чи звань», особиста свобода, свобода пересування, право приватної власності.

## Книгопис
- Tomasz Demidowicz, Statut Organiczny Królestwa Polskiego w latach 1832-1856 Czasopismo Prawno-Historyczne, Vol LXII, 2010; Zeszyt 1. Retrieved January 23, 2013.